# سرقت بزرگ (فیلم ۱۹۹۰)
سرقت بزرگ (به انگلیسی: The Big Steal) فیلمی محصول سال ۱۹۹۰ و به کارگردانی نادیا تاس است. در این فیلم بازیگرانی همچون بن مندلسون، کلاودیا کاروان، استیو بیزلی، مارشال ناپییر و دیمون هریمن ایفای نقش کرده‌اند.